# Rob Donovan
Robert Darren "Rob" Donovan es un personaje ficticio de la serie de televisión británica Coronation Street interpretado por el actor Marc Baylis del 9 de junio del 2012, hasta el 5 de noviembre del 2014. Marc regresó brevemente a la serie el 4 de diciembre del 2015 y se fue nuevamente el 4 de enero del 2016.

## Antecedentes
Rob no estuvo presente en parte de la vida de su hermana Carla luego de servir ocho años en prisión en Strangeways por robo a mano armada.

## Biografía
Después de comprometerse con Tracy Barlow, ambos comienzan a cometer una serie de actos ilegales, que son presenciados por Tina McIntyre, poco después Rob descubre que Tina había estado teniendo una aventura con Peter Barlow, el esposo de su hermana Carla Donovan. La noche de su fiesta de compromiso con Tracy, Rob decide ir a visitar a Tina para pedirle que no le dijera nada a su hermana sobre su aventura con Peter ya que eso le causaría mucho dolor y arruinaría su felicidad, sin embargo cuando Tina se niega y amenaza con llamar a la policía y exponer sus estafas, Rob termina siguiéndola al techo y mientras tiene una pelea Rob la empuja, lo que ocasiona que Tina perdiera el equilibrio y cayera del edificio (más tarde se revela que Tina había sobrevivido a la caída pero que Rob la había golpeado en la cabeza con una pipa). Cuando es encontrada Tina es llevada inmediatamente al hospital donde muere debido a sus heridas.

## Asesinato
| Fecha de Asesinato | Personaje     | Causa |
| ------------------ | ------------- | --- |
| 2 de junio de 2014 | Tina McIntyre | murió luego de que Rob la golpeara en la cabeza con una pipa después de caer de un techo mientras peleaba con él |